# Paulina de Metternich

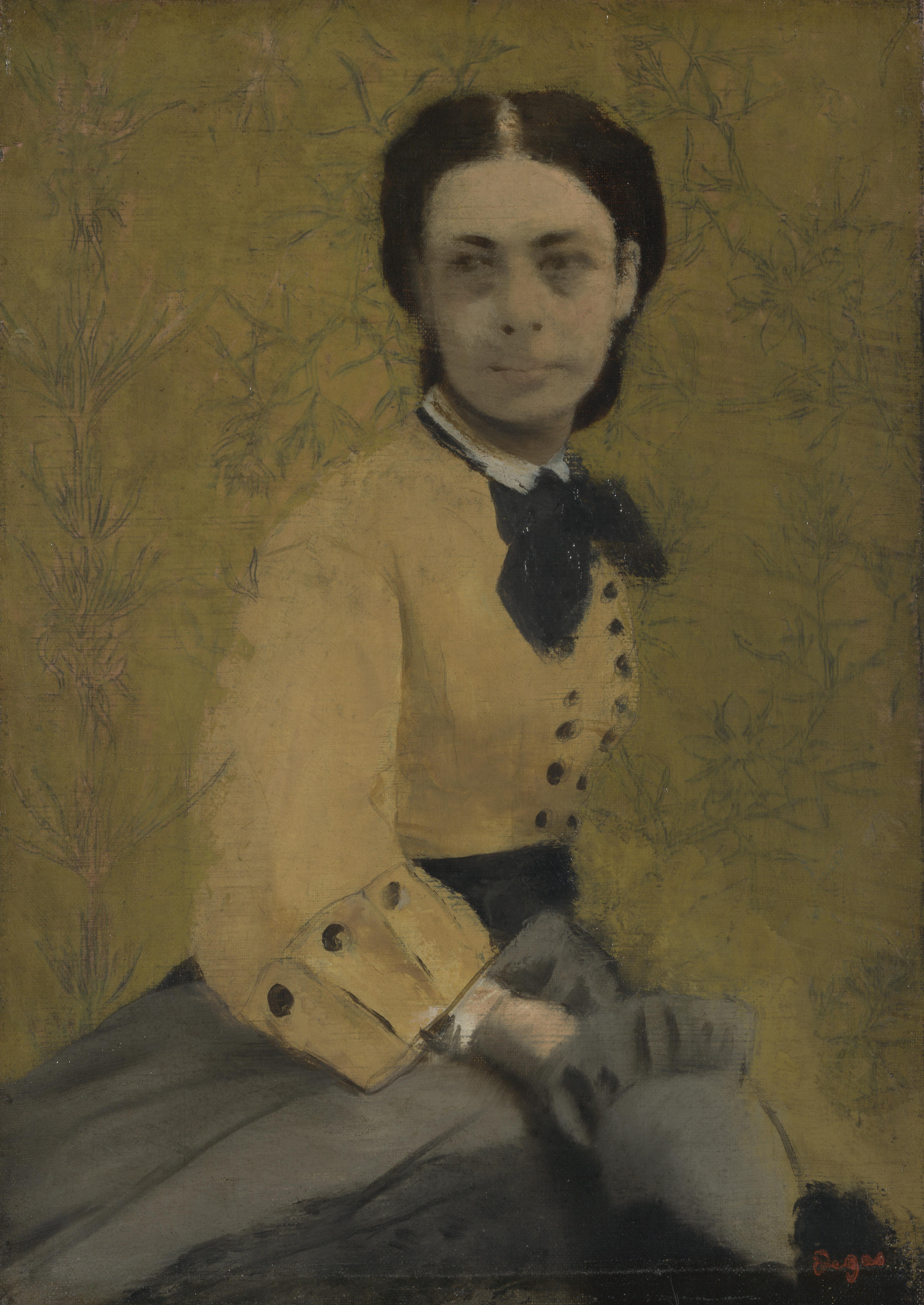
La princesa Paulina de Metternich, retratada por Edgar Degas hacia 1865, National Gallery de Londres.

La princesa Paulina Clementina de Metternich-Winneburg (en alemán Pauline Clémentine de Metternich-Winneburg zu Beilstein, nacida Pauline Clementine Marie Walburga Sándor de Szlavnicza; Viena, 25 de febrero de 1836-18 de septiembre de 1921) fue una aristócrata importante en las cortes de París y Viena, así como mecenas de los compositores Richard Wagner y Bedřich Smetana.

## Biografía
Paulina de Metternich nació en el seno de una familia de la nobleza húngara. Su madre era hija del diplomático austriaco Klemens von Metternich, conocido por organizar la Santa Alianza y establecer los Decretos de Karlsbad. Pasó la mayor parte de su infancia en Viena, donde fue testigo de las revoluciones de 1848. En 1856 se casó con el príncipe Ricardo, que era a su vez hijo de Klemens von Metternich, por lo que Paulina fue sobrina de su propio esposo. La pareja tuvo tres vástagos.
Paulina acompañó a su marido durante diversas misiones diplomáticas en las cortes reales de Dresde y París, donde vivieron entre 1859 y 1870. Allí, fue amiga cercana y confidente de Eugenia de Montijo, esposa del Emperador de Francia Napoleón III, a la que ayudaría a huir a Gran Bretaña tras la Guerra Franco-Prusiana. Además, fue Paulina quien le presentó al diseñador Charles Frederick Worth, precursor de la alta costura, lo que supondría el despegue de la carrera de este. Worth bautizó en su honor el vestido llamado «línea princesa».
La princesa marcó tendencias tanto en la corte vienesa como en la parisina: así, enseñaba a patinar a los nobles y a fumar a las damas. Conoció y mantuvo correspondencia con muchos compositores (por ejemplo Richard Wagner, Franz Liszt, Charles Gounod y Camille Saint-Saëns) y escritores (como Prosper Mérimée y Alejandro Dumas). Trató de popularizar en París la música de Wagner e hizo lo propio en Viena con la de Smetana. Fue la responsable del estreno en París en 1861 de la ópera de Wagner Tannhäuser —que resultó un notable fiasco al cancelarse tras solo tres actuaciones—, y gracias a ella se pudo estrenar en Viena la ópera cómica de Smetana "La novia vendida".
También fundó un salón literario en Viena, organizó representaciones amateur de distintas óperas (en alguna de las cuales llegó incluso a cantar) y escribió dos libros de memorias: Gesehenes, geschehenes, erlebtes en alemán y Éclairs du passé en francés. Ambos fueron publicados de forma póstuma. Tras haber vivido el auge y la caída de los imperios austriaco y francés, Paulina falleció en 1921 en su ciudad natal, donde el pueblo la recordó parodiando una conocida polka de Johann Strauss (hijo):
| 's gibt nur a Kaiserstadt, | ¡Solo hay una Ciudad Imperial, |
| 's gibt nur a Wien!        | solo hay una Viena!            |
| 's gibt nur a Fürstin,     | ¡Solo hay una princesa:        |
| d'Mettenich Paulin!        | Paulina de Metternich!         |

## Órdenes y honores

### Órdenes
- Dama de segunda clase de la Orden de la Cruz Estrellada. (1856,  Imperio austríaco)
- Dama de la Orden de Damas Nobles de María Luisa. (26 de marzo de 1894,  Reino de España)[3]

### Honores
- Dama de palacio, admitida a las grandes entradas de cámara de la Corte Imperial y Real.[4]